# Sonimag
SoniMag (anagrama del castellà "sonido e imagen") va ser un Saló internacional dedicat a la imatge, el so i l'electrònica que es va celebrar anualment a la Fira de Barcelona des del 1963 fins al 2015.

## Història
El primer saló, dedicat exclusivament a la fotografia, va tenir lloc l'octubre de 1963 coincidint amb la 7a edició dels Premis Sant Jordi de Cinematografia. Hi va tenir lloc una exposició col·lectiva de la fotografia espanyola d'aleshores, entre ells Ignasi Marroyo.
La segona edició, celebrada l'octubre de 1964, va coincidir amb la 8a edició dels Premis Sant Jordi de Cinematografia i es va ampliar al so. La tercera edició de l'octubre de 1965 a coincidir alhora amb la 9a edició dels Premis Sant Jordi de Cinematografia i la VII Setmana Internacional del Cinema en Color. L'edició de 1966 es va ampliar també a l'electrònica i deixà de coincidir amb els Premis Sant Jordi de Cinematografia.
El 1976 fou homologat com a Saló Internacional i durant dues dècades esdevindria una de les exposicions anuals monogràfiques més importants dels mitjans audiovisuals i electrònics gràcies al suport dels grans fabricants com Panasonic, Sony i Pioneer. S'hi van popularitzar els primers ordinadors, videojocs, equips de so per automòbils, sistemes de vídeo Beta i VHS i fins i tot el DVD. També fou l'aparador d'empresaris destacats com Enric Masó i Vázquez, qui va popularitzar a Espanya la televisió en color Emerson-Kolster; Antoni Puntí, president de Pioneer España, amb els tocadiscs estereofònic Vieta; i altres com Antonio Asensio Pizarro (president d'Antena 3), Domingo Jaumeandreu (cap de Sony a Espanya), Xavier Aznárez (cap de Sanyo), Vicens Serra (cap de Panasonic), i l'ex ministre Joan Majó i Cruzate.
El 1981 Sonimag va incorporar sota la denominació d'Expotrónica els sectors d'electrònica professional, equips i components. El 1984 Expotrónica va adquirir caràcter propi com a saló professional.
Tanmateix, el 1989 entrà en declivi i la seva periodicitat esdevingué bianual. Amb la proliferació d'exposicions de tecnologia digital i la pèrdua de pes específic del sector electrònic a la indústria catalana s'accentuà la crisi. A l'edició de 2000 no hi van assistir Phillips i Panasonic, dues de les empreses que li van donar més empenta en el seu moment. La sessió del 2002 es va posposar i poc a poc fou superada per la Funkausstelung de Berlín, que ja havia absorbit el Festival du Son de París i el Sim-Hifi Internacional de Milà. El 2015 deixà de celebrar-se definitivament, i fou absorbit per Graphispag, exposició dedicada a les arts gràfiques.